# 지미 팰런
지미 팰런(Jimmy Fallon, 1974년 9월 19일 ~ )은 미국의 텔레비전 진행자이자 희극인이며 배우다.

## 영화
- 올모스트 페이머스
- 애니씽 엘스
- 택시: 더 맥시멈
- 날 미치게 하는 남자
- 두갈: 마법의 회전목마
- 아더와 미니모이: 제1탄 비밀 원정대의 출정
- 팩토리 걸 (영화)
- 위핏
- 아더와 미니모이 2: 셀레니아 공주 구출 작전
- 아더와 미니모이 3: 두 세계의 전쟁
- 겟 하드
- 19곰 테드 2
- 쥬라기 월드
- 젬 앤 더 홀로그램
- 팝스타: 네버 스탑 네버 스토핑
- 메리 미 (영화)

## 텔레비전
- 새터데이 나이트 라이브
- 이야기 도시
- 밴드 오브 브라더스
- 레이트 쇼 위드 데이비드 레터먼
- 30 ROCK
- 레이트 나이트 위드 지미 팰런
- 메이시스 추수감사절 퍼레이드
- 세서미 스트리트
- 패밀리 가이
- 가십걸
- 새터데이 나이트 라이브
- 아이칼리
- 립 싱크 배틀
- 루이 (드라마)
- 제74회 골든 글로브상
- 더 보이즈 (드라마)
- 아파트 이웃들이 수상해
- 지미 키멀 라이브!

## 비디오 게임
- 레고 쥬라기 월드